# Pananehe Island
Pananehe Island ist eine Insel vor der Nordspitze Neuseelands. Administrativ liegt sie im Far North District der Region Northland auf der Nordinsel Neuseelands. Der Waitapu Stream mündet an der Küste 150 m östlich der Insel.
Die Insel liegt im Pazifik etwa 400 m südlich des Kaps Hooper Point am Ostende der Spirits Bay.